# Regione del Sud (Eritrea)
La Regione del Sud (Debub) è una regione dell'Eritrea, con capoluogo Mendefera. Occupa la parte più settentrionale dell'Acrocoro Etiopico con un territorio compreso fra i 2000 e 2.400 m s.l.m. con vasti pascoli e coltivazioni di cereali e legumi, essendo per la sua posizione il più favorito dalle piogge di tutta l'Eritrea. Questa regione è abitata prevalentemente da genti di etnia Tigrini e di religione cristiana copta.

## Geografia antropica

### Suddivisioni amministrative
La regione comprende 10 distretti:
- Adi Keyh
- Adi Quala
- Areza
- Debarwa
- Decamerè
- Kudo Be'ur
- Mai-Mne
- Mendefera
- Segeneiti
- Senafè